# Tant que je suis vivant
Tant que je suis vivant est une œuvre autobiographique de Georges Simenon, publiée aux Presses de la Cité en février 1978. 
L'œuvre est dictée par Simenon à Lausanne (Vaud), 12 avenue des Figuiers, du 14 avril au 14 juin 1976 ; et révisée les 18 et 19 septembre 1976. 
Elle fait partie de ses Dictées.

## Résumé
Dans Tant que je suis vivant, Simenon semble considérer ses romans durs, psychologiques, comme autant de préludes à ses Dictées : « Je demande qu'on me laisse le temps de poursuivre et d'achever, pour autant qu'il y ait un achèvement, ce que je considère comme l'essentiel de mon œuvre ; je parle de mes dictées. Quand se termineront-elles ? Je n'en sais rien. Je ne veux pas le savoir. Mais je voudrais encore longtemps laisser vagabonder mon esprit ».
Du rêve subconscient à la réflexion consciente — des idées, une philosophie, il n'en a pas ; il n'est pas un intellectuel qui écrit pour un
autre intellectuel — un peu à la manière de Samuel Pepys (1663-1703) dans son Diary : « un livre sorti des oubliettes ».
« Est-ce que je suis en train, sur le tard, d'essayer de jouer mon Pepys ? Sinon, les notes que je prends presque quotidiennement à mon
micro seront bonnes pour la poubelle ».